# Christian Samuel Barth
Christian Samuel Barth (1735-1809) var en dansk oboist i Det kgl. Kapel i perioden 1786-97. Han var far til oboisterne og komponisterne Christian Frederik Barth og Frederik Philip Carl August Barth.
Barth blev født i Glauchau i Sachsen (Tyskland) og fik sin første musikalske undervisning i Thomasskolen i Leipzig, hvor Johann Sebastian Bach på den tid var lærer. Han var ansat i hoforkestrene i Rudolstadt, Weimar, Hannover og senest fra 1772 Kassel. Han blev betragtet som en af tidens største obovirtuoser. Ved moderniseringen af Det kgl. Kapel under J.G. Naumann blev han hentet til København og var 1786-1797 ansat som førsteoboist. 
I nogle kilder skal der angiveligt være sket en sammenblanding af faderen og hans to sønner.